# Separazione (film)
Separazione (Separation) è un film del 2021 diretto da William Brent Bell.
Pellicola statunitense di genere horror con protagonista Rupert Friend.

## Trama
Jeff, fumettista attualmente disoccupato, e la babysitter Samantha non riescono a impedire una rovinosa caduta della piccola Jenny mentre la bambina gioca da sola in soffitta. Stremata dal comportamento del marito e supportata dal ricco padre, avvocato di grande successo, la moglie di Jeff, Maggie, chiede il divorzio e l'affido esclusivo della bambina. Jeff vorrebbe opporsi legalmente, ma non ne ha i mezzi e si lascia quasi convincere ad accettare l'accordo, finché non scopre l'intenzione di sua moglie di trasferirsi lontano così da impedirgli visite regolari alla bambina. Proprio in questo frangente, la donna viene uccisa da un pirata della strada. Durante il funerale Jenny inizia a comportarsi in maniera strana, come se fosse improvvisamente regredita sia nel modo di esprimersi che nel comportamento. Nel frattempo Paul, padre di Maggie, sembra intenzionato a scoprire chi ha ucciso sua figlia.
Man mano che proseguono i giorni, Jeff continua ad avere difficoltà nell'assumersi le proprie responsabilità e nel gestire la bambina; inoltre una forza sovrannaturale sembra essersi stabilita in casa e comunicare con Jenny, oltre a causare terribili incubi a Jeff, che si ritrova ad essere tormentato proprio dalle sue creazioni artistiche. L'uomo arriva a reinstallare il sistema di videosorveglianza con cui lui e la moglie monitoravano Jenny anni prima. Quando Paul esplicita l'intenzione di ottenere l'affido della bambina, accusando quindi il padre di incapacità nell'assolvere a tale compito, Jeff accetta la proposta di lavoro come inchiostratore che l'amico Connor gli aveva offerto presso la propria casa editrice. Qui i disegni macabri che gli ultimi eventi stanno ispirando gli permettono tuttavia di ottenere immediatamente una promozione a fumettista dal momento che lo sceneggiatore Allan cercava proprio qualcuno come lui per collaborare su una nuova opera. Nel frattempo Samantha prova ad avere un approccio sessuale con Jeff, fallendo.
Mentre Paul continua a indagare su Jeff e sulla morte di Maggie, presentandosi addirittura presso la casa editrice per verificare che il genero lavori effettivamente lì, eventi sovrannaturali continuano ad accadere nella casa di Jeff: la bambina crede addirittura di parlare con sua madre, che fra l'altro le rivela dei dettagli che non potrebbe sapere sul divorzio fra lei e Jeff. Jenny si ritrova inoltre in soffitta nonostante la porta sia stata chiusa a chiave, mentre Jeff si ritrova con i disegni rovinati nonostante la bambina affermi di non esserne responsabile. A questo punto l'uomo prende una decisione: trasferirsi lontano da lì e continuare a lavorare da remoto, allontanandosi così da quella che appare ormai essere una maledizione. Jeff organizza una cena in cui è presente anche Samantha: Jenny tuttavia ha una reazione allergica e la babysitter un incidente in cui sbatte la testa. La polizia accorre per indagare, sospettando perfino un caso di abusi domestici.
In seguito ai recenti avvenimenti, durante un incontro legale Jeff riesce sorprendentemente a convincere il suocero a non privarlo di sua figlia; gli comunica l'intenzione di trasferirsi vicino a lui, chiedendo dunque il suo benestare nella vendita della casa (che apparteneva in realtà a Maggie). L'uomo acconsente, proseguendo nel frattempo con le sue indagini e riuscendo a individuare la targa della macchina che ha ucciso Maggie. Quando scopre ciò, Paul chiama immediatamente Jeff e si precipita a casa sua, subendo tuttavia un attacco. Samantha, presente sul posto, si rifugia in camera di Jenny. Jeff accorre e fa una terribile scoperta: è stata proprio Samantha a uccidere Maggie; la donna ha inoltre causato di proposito la reazione allergica di Jenny, sperando di ucciderla. Tra i due vi è un confronto, ma prima che Samantha possa agire lo spirito di Maggie, materializzandosi con le sembianze di un burattino creato da Jeff, la uccide. Il fantasma si scaglia anche contro Jeff, tuttavia Jenny interviene facendo presente come le lotte fra i suoi genitori facciano del male in primis a lei. Ciò spinge la defunta a desistere dal suo scopo, facendo sì che i superstiti alla tragedia possano finalmente vivere una vita serena.

## Produzione
Il film è stato girato fra 2019 e 2020: nei primi mesi del 2020 era infatti già in fase di post-produzione.

## Distribuzione
Nel marzo 2021 i distributori Open Road Films and Briarcliff Entertainment hanno acquistato i diritti sulla pellicola, optando per una distribuzione cinematografica a partire dall'aprile successivo.

## Accoglienza

### Incassi
Il film ha incassato 4,5 milioni di dollari al botteghino e circa 33,4 mila dollari nel mercato home video.

### Critica
Sull'aggregatore Rotten Tomatoes il film riceve il 7% delle recensioni professionali positive con un voto medio di 4,3 su 10 basato su 28 critiche.